# Turraea africana
Turraea africana là một loài thực vật có hoa trong họ Meliaceae. Loài này được (Welw.) Cheek miêu tả khoa học đầu tiên năm 1996.